# Parafia Niepokalanego Poczęcia Najświętszej Maryi Panny w Kłodzku

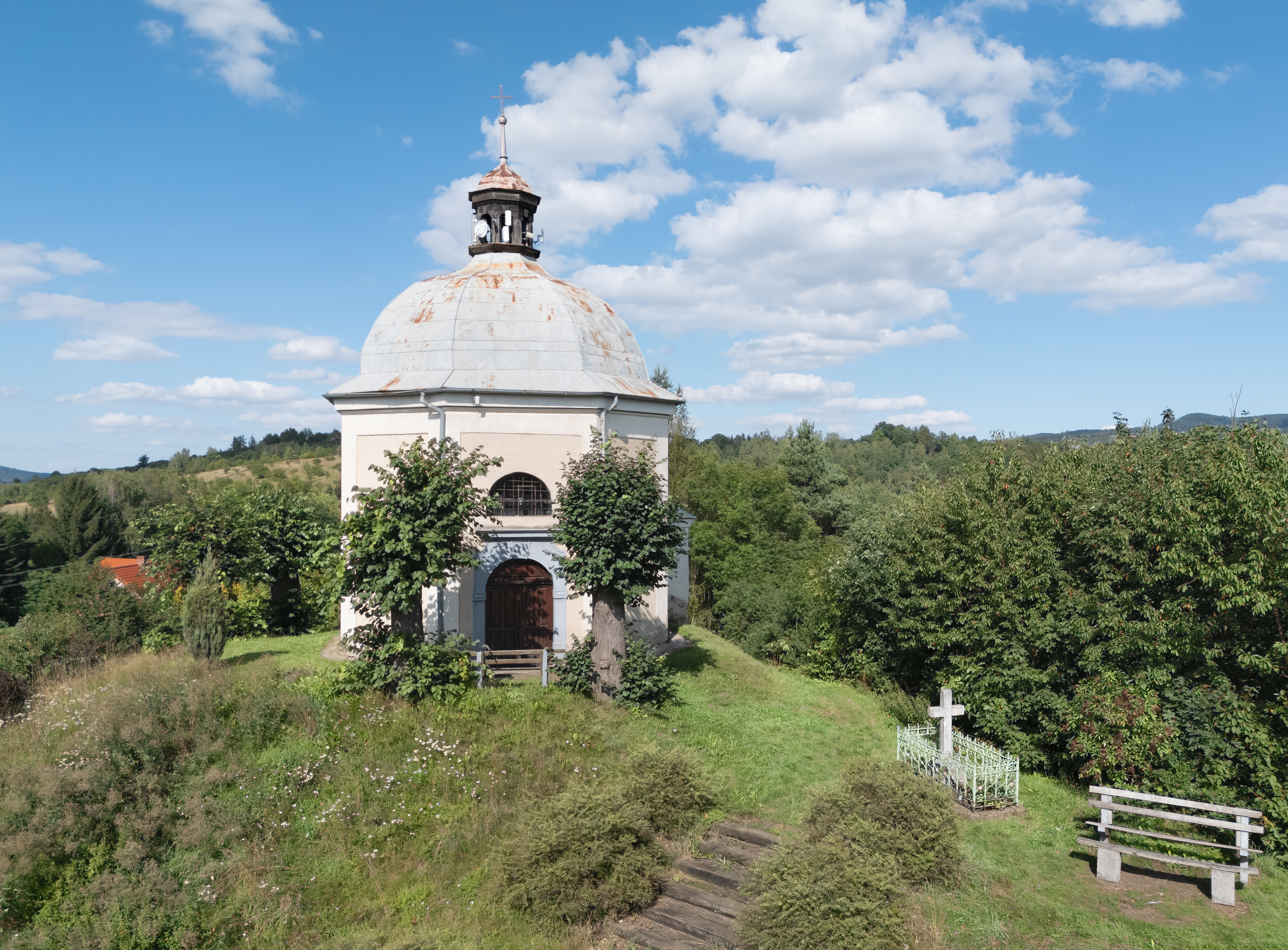
Kaplica św. Krzyża w Boguszynie

Parafia Niepokalanego Poczęcia Najświętszej Maryi Panny w Kłodzku – rzymskokatolicka parafia położona w metropolii wrocławskiej, diecezji świdnickiej, w dekanacie kłodzkim. Proboszczem  parafii jest ks. Krzysztof Doś.
Z parafii tej i parafii Matki Bożej Różańcowej został w 2016 r. wyłączony obszar pod nowo utworzoną parafię św. Jana Pawła II na osiedlu Owcza Góra.

## Kościół parafialny
Kościół pod wezwaniem Niepokalanego Poczęcia NMP, położony jest w północno-wschodniej części Kłodzka, na granicy z Boguszynem, w dzielnicy Jurandów, przy ul. Szpitalnej 1. Świątynia ta powstała w 1874 r. w stylu neogotyckim.

## Charakterystyka
Parafia Niepokalanego Poczęcia NMP w Kłodzku obejmuje swoim zasięgiem północno-wschodnią część Kłodzka – Jurandów, w tym następujące ulice: Brzoskwiniową, Cisową, Czereśniową, Dworcową, Jaworową, Jesionową, Graniczną, Krzywą, Rajską, Rakową, Szpitalną, Śliwkową, Towarową, Warty, Wiśniową, Wzniesienie, Zamiejską i Zamkową oraz wsie: Boguszyn, Morzyszów, Podtynie, Młynów i Ławicę. Na jej obszarze mieszka blisko 2 tys. wiernych.

## Historia
Tereny obecnej jurandowskiej parafii wchodziły wcześniej w skład parafii Wniebowzięcia Najświętszej Maryi Panny w Kłodzku. W drugiej połowie XIX w. na terenie tej dzielnicy powstał wielki zespół szpitalny, prowadzony przez Kościół katolicki. Jego fundacja była możliwa dzięki zbiórce pieniędzy od mieszkańców wielkiego dekanatu kłodzkiego. Przy szpitalu powstała kaplica pw. Niepokalanego Poczęcia NMP. Posługę w szpitalu pełniły franciszkanki szpitalne.
Bezpośrednio po zakończeniu II wojny światowej liczba mieszkańców kłodzkiej parafii, wcielonej do administratury apostolskiej archidiecezji wrocławskiej ze stolicą we Wrocławiu, wynosiła ok. 25 tysięcy. Spowodowało to konieczność podzielenia tak dużej parafii na mniejsze jednostki. Jako pierwszą zaproponowano utworzenie parafii na Jurandowie, której bazą materialną miał stanowić należący do Kościoła katolickiego zespół szpitalny z przylegającą do niego kaplicą. Do erygowania nowej parafii doszło w 1947 r. po podpisaniu tej decyzji przez ks. infułata Karola Milika, administratora apostolskiego archidiecezji wrocławskiej. W 2004 r. jurandowska parafia znalazła się w granicach nowo utworzonej diecezji świdnickiej.